# Proctolabus gracilis
Proctolabus gracilis är en insektsart som beskrevs av Bruner, L. 1908. Proctolabus gracilis ingår i släktet Proctolabus och familjen gräshoppor. Inga underarter finns listade i Catalogue of Life.